# Су Фолс скајфорси
Су Фолс скајфорси (енгл. Sioux Falls Skyforce) амерички су кошаркашки клуб из Су Фолса у Јужној Дакоти. Клуб се такмичи у НБА развојној лиги и тренутно је филијала НБА тима Мајами хита.
Клуб је основан 1989. године. До 2006. играо је у КБА лиги, коју је и освојио у два наврата (1996. и 2005). У НБА развојној лиги такмичи се од 2006. године, а у сезони 2015/16. успео је да дође до трофеја и у том такмичењу.

## Успеси
- КБА лига:
  - Првак (2): 1995/96, 2004/05.

- НБА развојна лига:
  - Првак (1): 2015/16.

## Познатији играчи
- Кем Берч
- Ендру Гаудлок
- Зоран Драгић
- Стефан Јанковић
- Ник Кејнер-Медли
- Тајрон Незби
- Деметрис Николс
- Кибу Стјуарт
- Нејтан Џавај